# Női 4 x 100 méteres váltófutás a 2015. évi nyári európai ifjúsági olimpiai fesztiválon
A 2015. évi nyári európai ifjúsági olimpiai fesztiválon az atlétikai versenyszámokat Tbilisziben rendezték. A női 4 x 100 méteres váltófutás előfutamait július 31.-én, a döntőt pedig augusztus 1.-én rendezték.

## Rekordok
A versenyt megelőzően a következő rekordok voltak érvényben:
| EYOF rekord | Hollandia | 45.93 cm |

## Előfutamok
Mindhárom előfutam első helyezettje (Q) illetve a további legjobb 5 időeredménnyel (q) rendelkező csapat jutott tovább a döntőbe. Minden nemzet egyetlen négyfős csapattal képviselhette magát.
| H  | Csoport | Nemzet           | Versenyzők                                                                                        | E     | Mj  |
| -- | ------- | ---------------- | ------------------------------------------------------------------------------------------------- | ----- | --- |
| 1  | 2       | Írország         | Molly Scott Gina Nkechi Akpe-Moses Lauren Ryan Ciara Neville                                      | 45.96 | Q   |
| 2  | 3       | Norvégia         | Live Haugstad Hilton Ida Eikeng Tonje Fjellet Kristiansen Ingvild Meinseth                        | 46.08 | Q   |
| 3  | 1       | Franciaország    | Whitney Tie Sacha Alessandrini Iman Jean Marine Mignon                                            | 46.86 | Q   |
| 4  | 2       | Belgium          | Celine Gautier Laures Bauwens Hanne Vancamp Hanne Lena Claus                                      | 47.50 | q   |
| 5  | 1       | Svédország       | Ida Katarina Thunberg Amanda Magdalena Astrid Hansson Hanna Lovisa Axelsson Fanny Susanna Runheim | 47.82 | q   |
| 6  | 3       | Finnország       | Aleksandra Niiranen Viiv Lehikoinen Ellinoora Karvinen Nea Mattila                                | 47.97 | q   |
| 7  | 3       | Spanyolország    | Nerea Makoli Quiros Andrea Serrano Pontes Elba Parmo Garcia Laila Lacuey More                     | 48.08 | q   |
| 8  | 3       | Észtország       | Johanna Ilves Lishanna Ilves Liina Valk Margit Kalk                                               | 48.10 | q   |
| 9  | 1       | Románia          | Marina Andreea Baboi Miklós Andrea Iulia Nicoleta Banaga Georgiana Iuliana Anitei                 | 48.13 |     |
| 10 | 1       | Fehéroroszország | Anastasiya Shershan Katsiaryna Zhyvayeva Viktoryia Zakharchuk Anastasiya Katseika                 | 48.35 |     |
| 11 | 2       | Magyarország     | Mátó Sára Farkas Petra Beáta Kriszt Katalin Viktória Renkó Evelin Julianna                        | 48.37 |     |
| 12 | 1       | Olaszország      | Arianna De Masi Elisabetta Vandi Rebecca Gennari Sara Di Benedetti                                | 48.85 |     |
| 13 | 2       | Oroszország      | Kristina Kleshcheva Diana Adasko Anastasiia Malysheva Aleksandra Skobel                           | 49.19 |     |
| 14 | 2       | Szlovákia        | Radka Skovranova Sara Polyakova Gabriela Gajanova Patricia Garcarova                              | 49.28 |     |
| 15 | 3       | Ukrajna          | Iryna Marchak Viktoriia Hrynko Alina Shukh Anastasiya Kolotiy                                     | 49.91 |     |
| -  | 1       | Grúzia           | Jeneti Godabrelidze Salome Menteshashvili Mariam Chakaberia Ana Konstantinidi                     | -     | DQ  |
| -  | 3       | Lettország       |                                                                                                   | -     | DNS |

## Döntő
| H     | Nemzet        | Versenyzők                                                                                        | E     | Mj  |
| ----- | ------------- | ------------------------------------------------------------------------------------------------- | ----- | --- |
| Arany | Norvégia      | Live Haugstad Hilton Ida Eikeng Tonje Fjellet Kristiansen Ingvild Meinseth                        | 46.54 |     |
| Ezüst | Franciaország | Whitney Tie Sacha Alessandrini Iman Jean Marine Mignon                                            | 46.67 |     |
| Bronz | Belgium       | Celine Gautier Laures Bauwens Hanne Vancamp Hanne Lena Claus                                      | 46.78 |     |
| 4     | Svédország    | Ida Katarina Thunberg Amanda Magdalena Astrid Hansson Hanna Lovisa Axelsson Fanny Susanna Runheim | 47.58 |     |
| 5     | Finnország    | Aleksandra Niiranen Viiv Lehikoinen Ellinoora Karvinen Nea Mattila                                | 48.21 |     |
| 6     | Spanyolország | Nerea Makoli Quiros Andrea Serrano Pontes Elba Parmo Garcia Laila Lacuey More                     | 48.48 |     |
| 7     | Észtország    | Johanna Ilves Lishanna Ilves Marite Ennuste Liina Valk                                            | 48.63 |     |
| -     | Írország      | Molly Scott Gina Nkechi Akpe-Moses Lauren Ryan Ciara Neville                                      | -     | DNF |